# Paratha

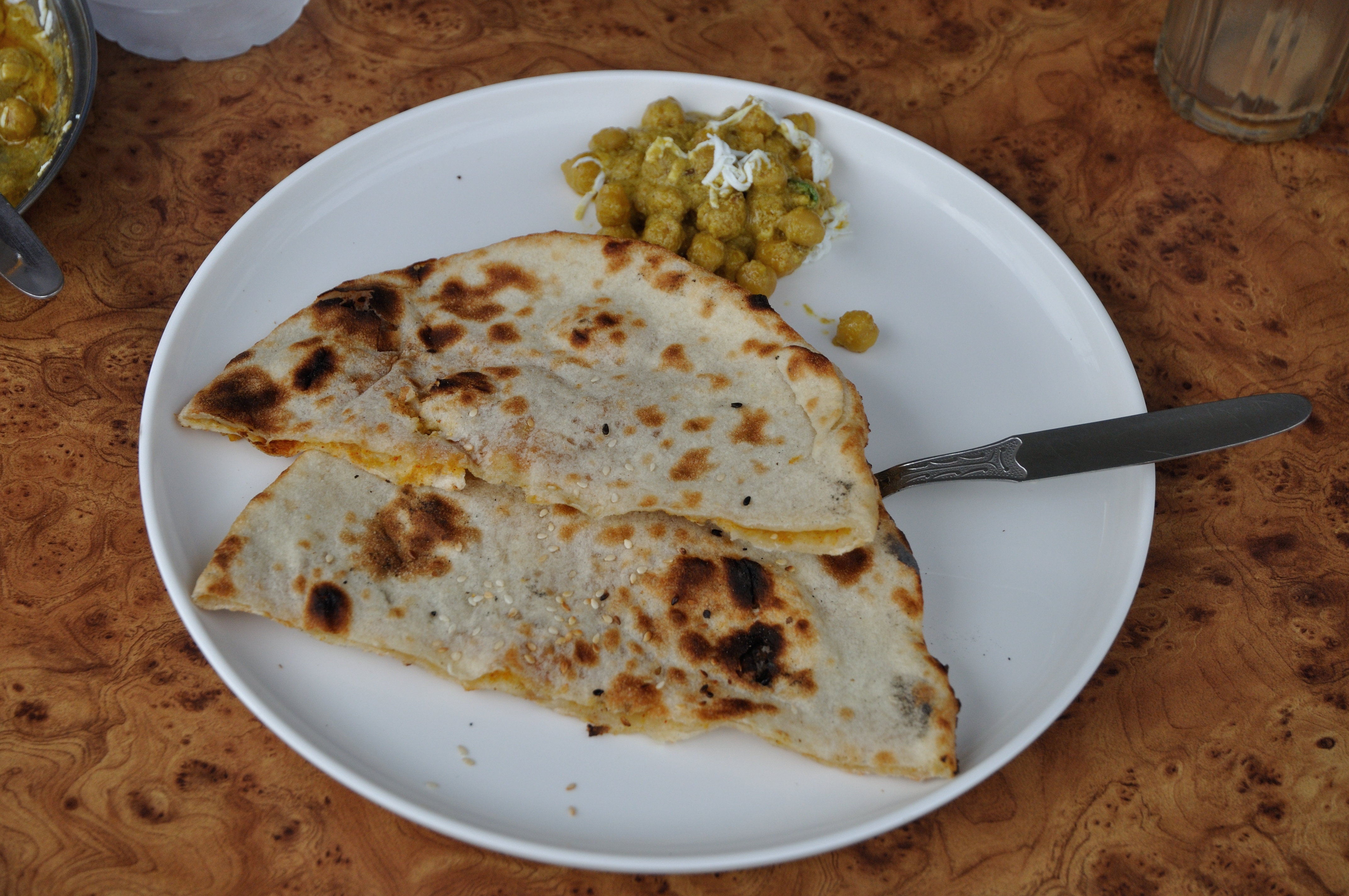
Một dĩa Aloo Paratha

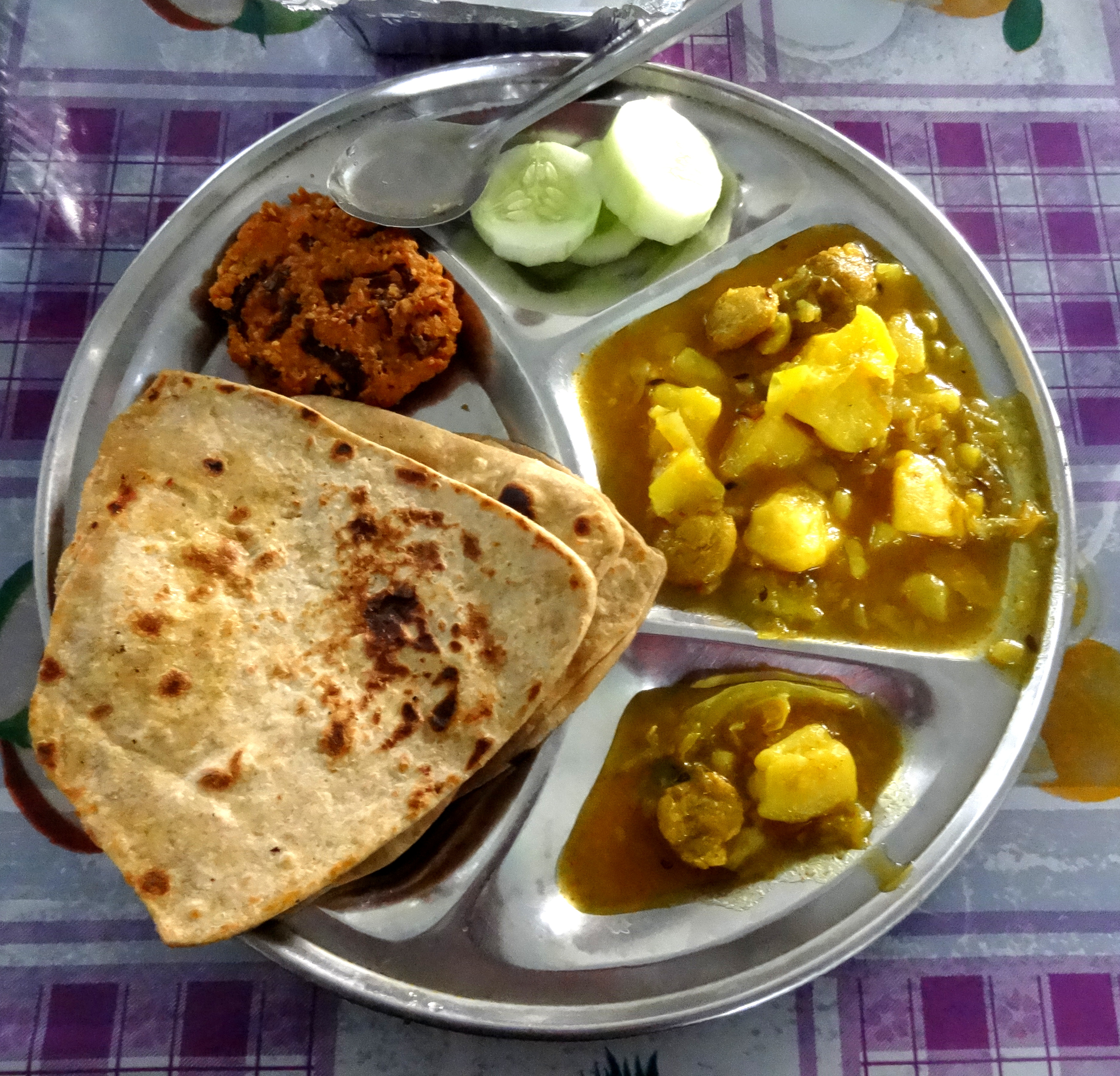
Một bữa ăn sáng ở Ấn Độ với bánh mì dẹt Paratha

Paratha (tiếng Ấn Độ: पर, hoặc परा+स्थः, hay स्थित) là một loại bánh mì dẹt có nguồn gốc từ Nam Á, loại bánh mì này có nguồn gốc lâu đời theo những thư tịch ghi chép sớm nhất về Paratha được đề cập trong văn tự tiếng Phạn đầu thời trung cổ từ Karnataka, Ấn Độ sau đó phổ biến khắp các quốc gia hiện đại Ấn Độ, Sri Lanka, Pakistan, Nepal, Bangladesh, Maldives, Afghanistan, Myanmar, Malaysia,  Singapore, Thái Lan, Mauritius, Fiji, Guyana , Suriname và Trinidad và Tobago trong đó lúa mì là loại lương thực truyền thống chủ yếu. Công thức chế biến các loại lúa mì nhồi khác nhau (được mô tả là Paratha) được nhắc đến trong Manasollasa - một bộ bách khoa toàn thư tiếng Phạn do Someshvara III biên soạn vào thế kỷ XII.
Bánh mì Paratha là sự kết hợp của các từ parat và atta, nghĩa đen là các lớp bột đã nấu chín. Các cách viết và tên thay thế bao gồm parantha, parauntha, prontha, parontay, paronthi (trong tiếng Punjabi), porota (trong trong tiếng Bengali), paratha (trong trong tiếng Odia, Urdu , Hindi), porotta (trong tiếng Malayalam, trông tiếng Tamil), palata (trong tiếng Miến Điện), porotha (bằng trong tiếng Assamese), forota (bằng tiếng Sylheti), farata (ở Mauritius và Maldives), prata (ở Đông Nam Á), paratha, roti (ở Khối thịnh vượng chung Caribe) và Roti Canai ở Malaysia. Tác giả O'Brien (2003) cho rằng sẽ không đúng khi nói rằng Paratha là từ trong tiếng Punjabi đã được phổ biến ở Delhi sau sự phân chia Ấn Độ năm 1947 vì thuật ngữ Punjabi đã phổ biến ở Delhi trước đó.

## Đặc điểm
Paratha là một trong những loại bánh mì dẹt không men phổ biến nhất ở tiểu lục địa Ấn Độ, nó được làm bằng bột nguyên cám nghiền mịn (atta) từ bột lúa mì và/hoặc bột mì trắng (Maida), đôi khi với trứng hoặc ghee. Bánh mì Paratha thông thường dày hơn và chắc hơn so với chapati/roti vì chúng được xếp lớp bằng cách phủ một lớp bơ sữa trâu hoặc dầu và gấp lại nhiều lần, giống như phương pháp được sử dụng cho bánh phồng hoặc bánh mì, với bột nhiều lớp và kết quả là có độ đặc sệt. Paratha có thể nhồi nhiều loại nguyên liệu và được chế biến theo nhiều kiểu chế biến khác nhau, theo truyền thống tùy thuộc vào vùng xuất xứ và có thể không xài kỹ thuật gấp bột. Để đạt được kiểu bột nhiều lớp cho các món paratha đơn giản, tồn tại một số kỹ thuật truyền thống khác nhau thì phải phết dầu lên chiếc bánh đã cán mỏng, gấp qua lại như quạt giấy và cuộn dải thành hình tròn trước khi cán phẳng, đem nướng trên tava và/hoặc chiên sơ. Một phương pháp khác là cắt một hình tròn bột từ tâm đến chu vi dọc theo bán kính của nó, bôi dầu vào bột và bắt đầu cán từ mép cắt để tạo thành hình nón, sau đó ép thành hình đĩa và cán mỏng. Phương pháp bôi dầu và gấp bột nhiều lần như trong bánh phồng của phương Tây cũng thường có cách làm kiểu này, và phương pháp này được kết hợp với các kiểu gấp tạo ra các hình dạng truyền thống của những chiếc Paratha đã hoàn thành.

## Hình ảnh

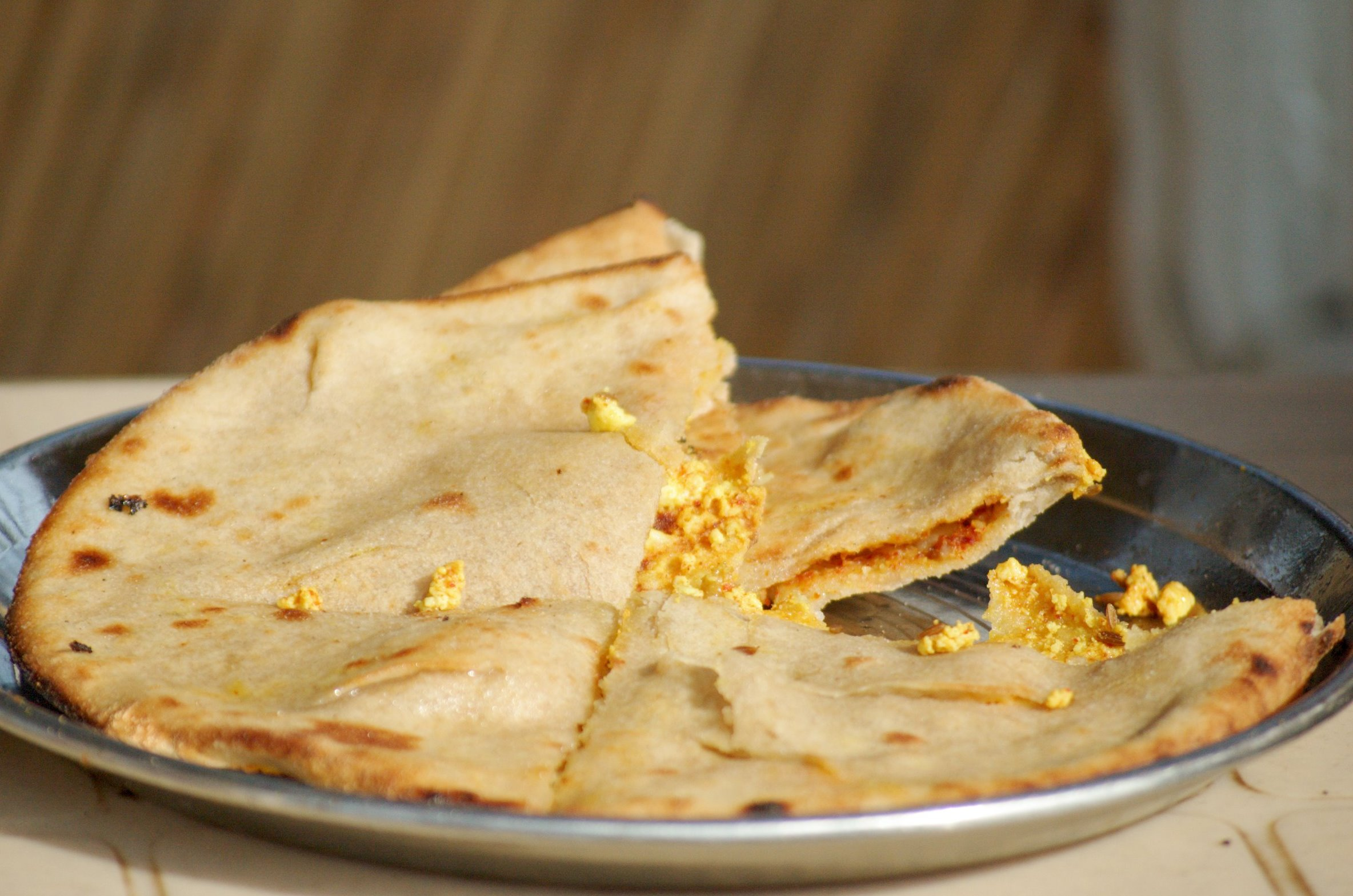
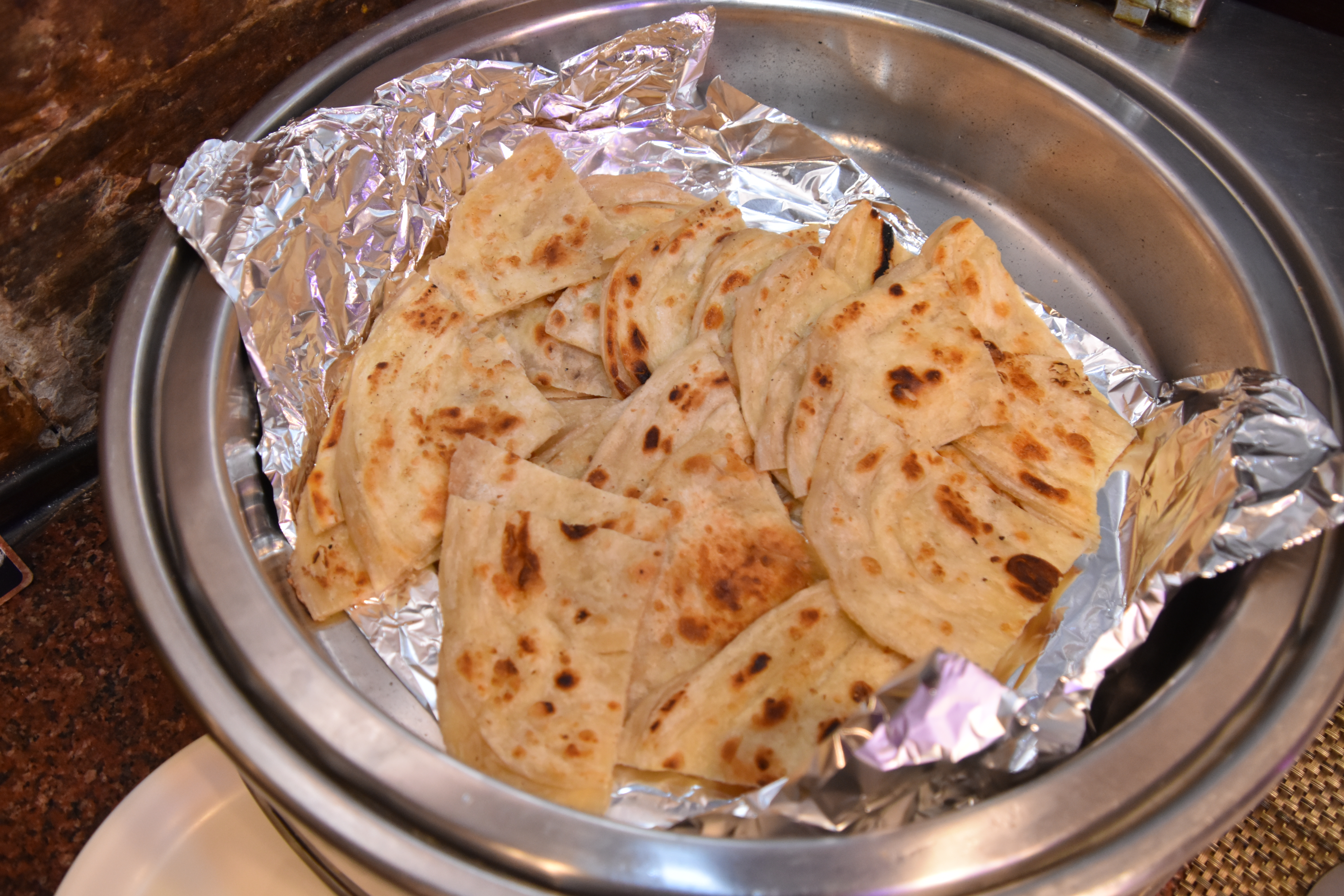
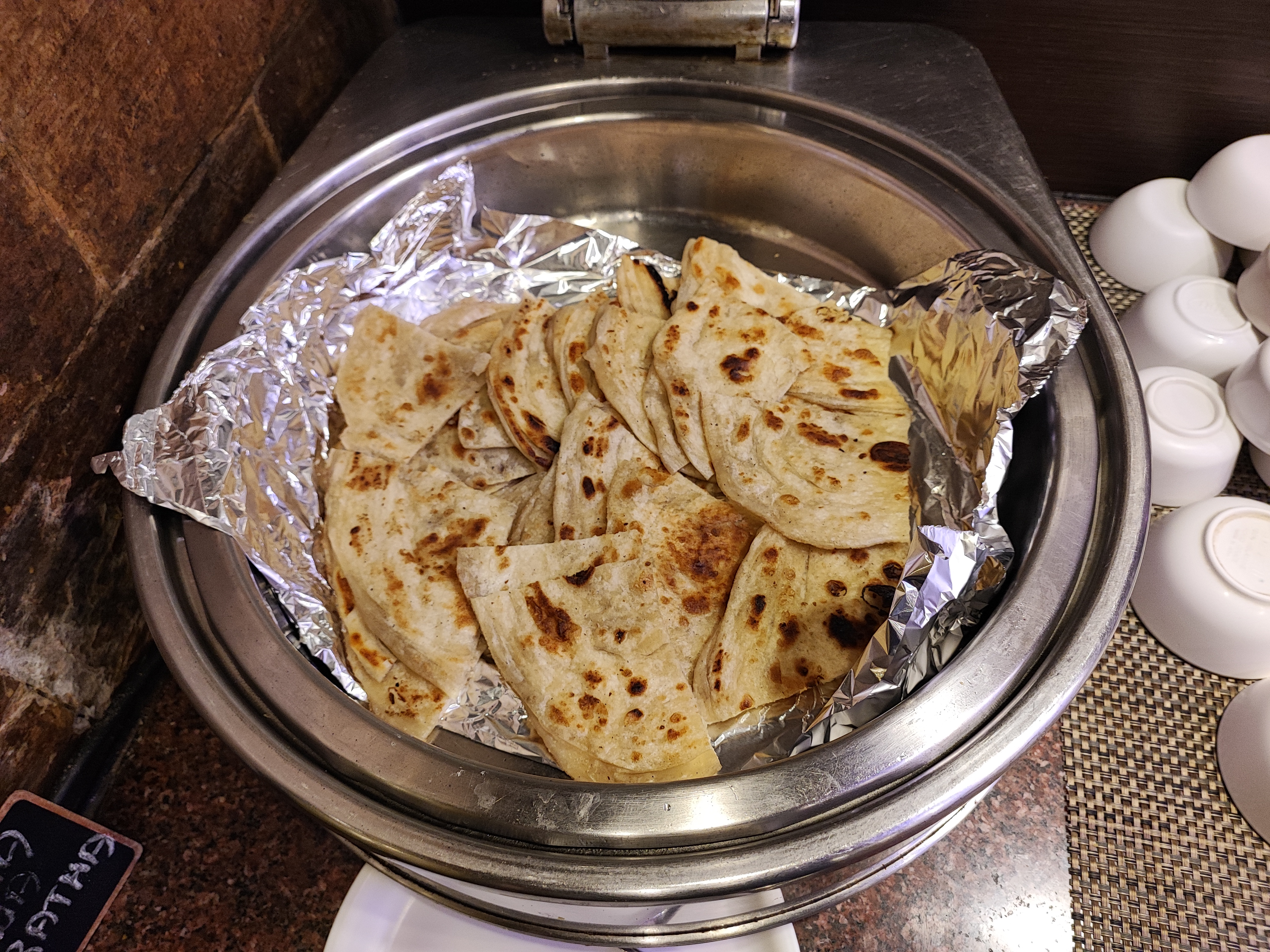
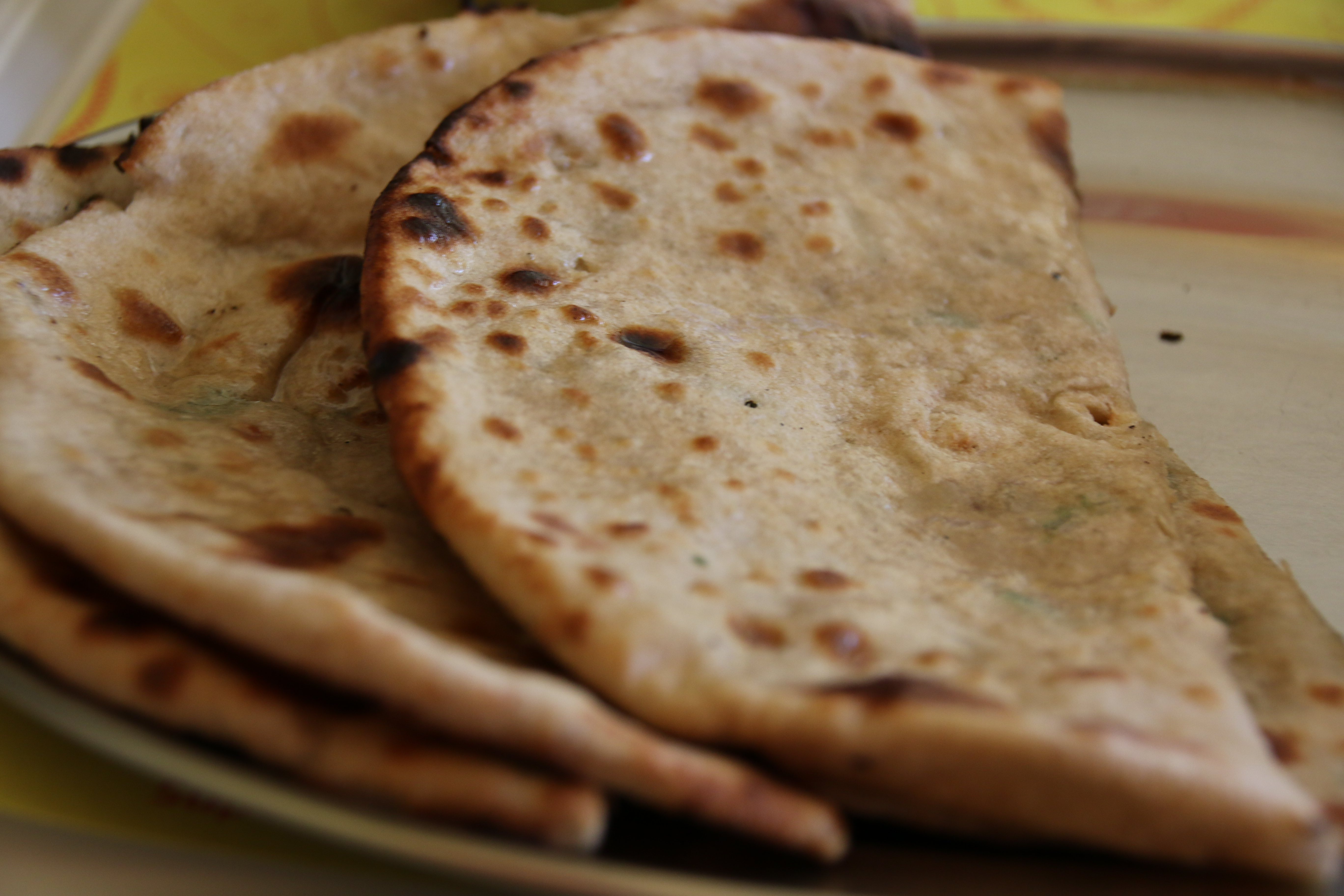
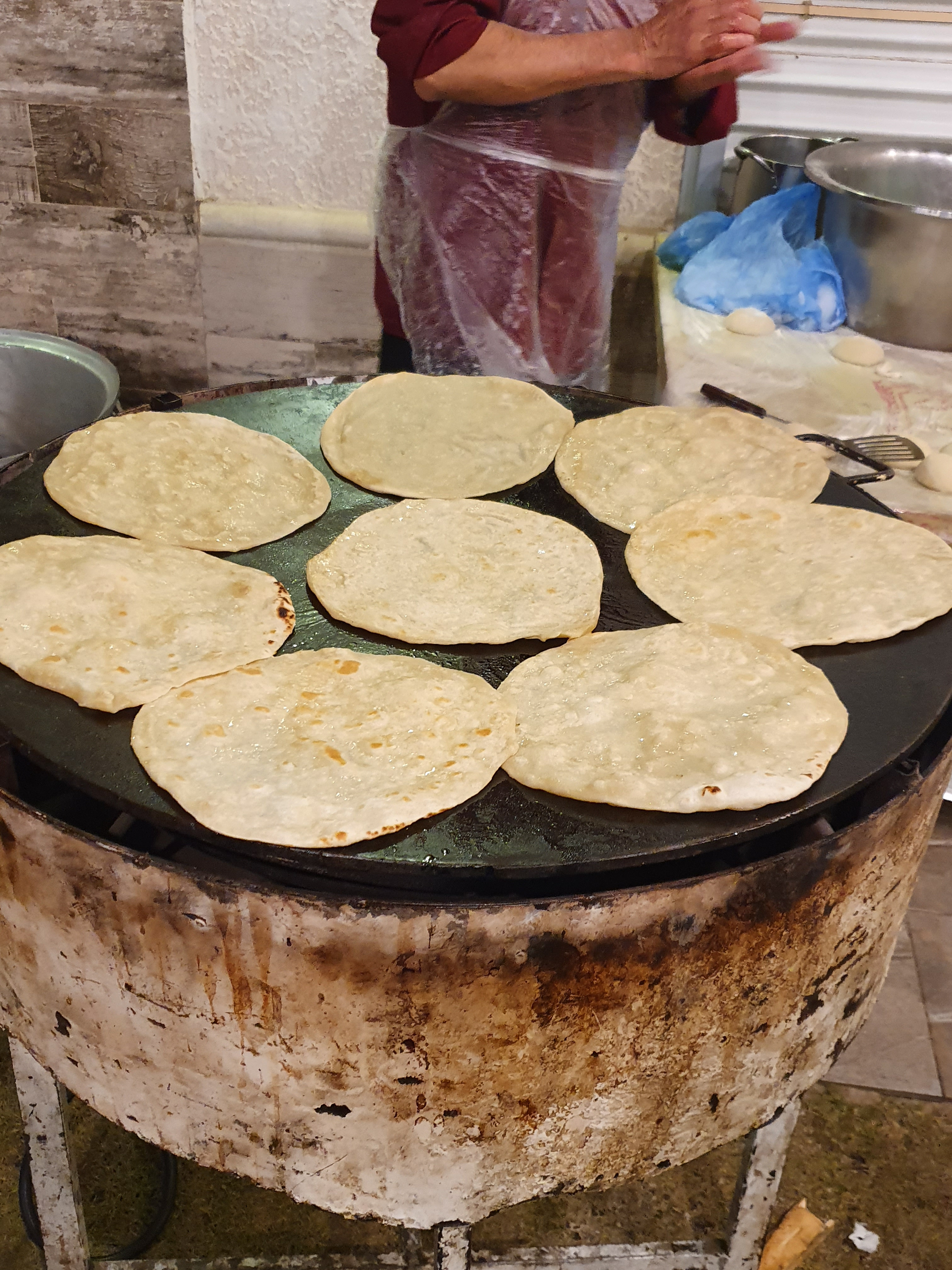
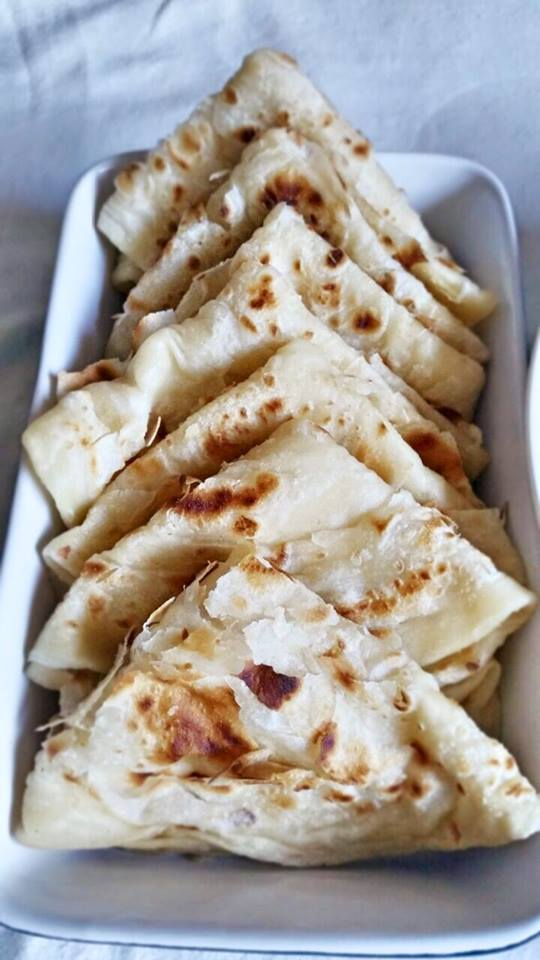